# Mazhar Şevket İpşiroğlu
Mazhar Şevket İpşiroğlu (* 27. Mai 1908 in Tripolis, Libyen, damals Osmanisches Reich; † 28. Februar 1985 in Istanbul) war ein türkischer Kunsthistoriker.
Mazhar Şevket İpşiroğlu war Deutschland eng verbunden. Zunächst als Student, später als Gastdozent und als Mittler zwischen Deutschland und der türkisch-osmanischen Kunstgeschichte. 

## Leben
Mazhar Şevket İpşiroğlu besuchte das Gymnasium in Istanbul und studierte seit 1926 an der Universität Istanbul. 1927 studierte er zunächst Malerei an der Kunstakademie Düsseldorf, wechselte dann jedoch 1928 zum Studium der Philosophie und Kunstgeschichte an die Universitäten Bonn und studierte auch in Hamburg und Berlin. 1933 wurde er bei Erich Rothacker an der Universität Bonn mit der Arbeit Hegels Aesthetik in ihrem historischen Zusammenhang promoviert. Seit 1934 lehrte er Philosophie an der Universität Istanbul, seit 1939 als Dozent, seit 1943 als Professor. Nachdem 1943 Ernst Diez eine Abteilung für Kunstgeschichte an der Universität Istanbul eingerichtet hatte, wechselte er in diese Abteilung. Nach dem Weggang von Diez 1949 übernahm er die Leitung dieser Abteilung als Professor. 1956 gründete er mit Sabahattin Eyüboğlu das Filmzentrum der Universität Istanbul und sorgte dafür, dass zahlreiche Dokumentarfilme gedreht wurden um die anatolischen Zivilisationen einem breiten Kreis bekannt zu machen. Dazu gehört der Dokumentarfilm „Hitit Güneşi“ („Die Sonne der Hethiter“, mit Sabahattin Eyüboğlu), der 1956 einen zweiten Preis (Silberner Bär Ehrenpreis) in der Kategorie Kurzfilm bei den Internationalen Filmfestspielen Berlin erhielt. Nach dem Militärputsch vom 27. Mai 1960 wurde er entlassen. Daraufhin ging er 1961 als Gastprofessor an die Universität Tübingen. 1965 konnte er auf seine Stelle an der Universität Istanbul zurückkehren, 1977 trat er in den Ruhestand.
Sein Forschungsgebiet war die islamische Kunstgeschichte, insbesondere die persische und mongolische Malerei in Konstantinopel. Er forschte u. a. zu den vier Saray-Alben, die durch Heinrich Friedrich von Diez nach Berlin gelangten und dem Maler Siyah Qalem. 1971 analysierte er das religiös begründete und innerhalb des Islams umstrittene Bilderverbot.
Verheiratet war er mit der Musikerin und Kunsthistorikerin Nazan İpşiroğlu (1923–2015), ihre Tochter ist die Literaturwissenschaftlerin und Autorin Zehra İpşiroğlu (* 1943).

## Schriften (Auswahl)
- Hegels Aesthetik in ihrem historischen Zusammenhang. Dissertation Universität Bonn 1933 (mit Lebenslauf).
- mit Sabahattin Eyüboğlu: Avrupa Resminde Gerçeklik Duygusu. Istanbul 1952.
- mit Sabahattin Eyüboğlu: Fatih Albümüne Bakış. Istanbul 1952.
- mit Sabahattin Eyüboğlu: Sakli Kilise. Kapadokyada yeni bulunmuş bir kilise / Une église rupestre en Cappadoce. Yenilik Basimevi, Istanbul 1958.
- Die Kirche von Achtamar. Bauplastik im Leben des Lichtes. Kupferberg, Berlin und Mainz 1963.
- Saray-Alben. Diez’sche Klebebände aus den Berliner Sammlungen. Beschreibung und stilkritische Anmerkungen (= Verzeichnis der orientalischen Handschriften in Deutschland. Band 8). Steiner, Wiesbaden 1964 (Digitalisat).
- Malerei der Mongolen. Hirmer, München 1965.
- Das Bild im Islam. Ein Verbot und seine Folgen. Schroll, Wien und München 1971, ISBN 3-7031-0059-1.
- Siyah Qalem. Vollständige Faksimile-Ausgabe der Blätter des Meisters Mehmed Siyah Qalem aus dem Besitz des Topkapi Sarayi Müsesi – Istanbul und der Freer Gallery of Art – Washington. Akademische Druck- und Verlagsanstalt, Graz 1976, ISBN 3-201-00997-0.
- Meisterwerke islamischer Kunst. Gemälde und Miniaturen im Topkapi-Museum in Istanbul. Kohlhammer, Stuttgart 1980, ISBN 3-17-005819-3.
- Wind der Steppe. Die schönsten Blätter des Meisters Siyah Qalem. Akademische Druck- und Verlags-Anstalt, Graz 1984, ISBN 3-201-01231-9.